# Lista de navios atacados pelo submarino alemão U-68
U-68 foi um submarino alemão do Tipo IXC, pertencente a Kriegsmarine que atuou durante a Segunda Guerra Mundial.
Comissionado em 11 de Fevereiro de 1941, esteve em operações até 10 de Abril de 1944 quando foi afundado nas proximidades da Ilha da Madeira.

## Navios afundados e danificados
- 32 navios de guerra afundados, num total de 197 453 GRT[1]
- 1 navio de guerra auxiliar afundado, num total de 545 GRT[2]

| Data        | Comandante            | Nome da Embarcação      | Toneladas | Nacionalidade   | Comboio |
| ----------- | --------------------- | ----------------------- | --------- | --------------- | ------- |
| 22 Set 1941 | Karl-Friedrich Merten | Silverbelle             | 5 302     | britânico       | SL-87   |
| 22 Out 1941 | Karl-Friedrich Merten | Darkdale                | 8 145     | britânico       |         |
| 28 Out 1941 | Karl-Friedrich Merten | Hazelside               | 5 297     | britânico       |         |
| 1 Nov 1941  | Karl-Friedrich Merten | Bradford City           | 4 953     | britânico       |         |
| 3 Mar 1942  | Karl-Friedrich Merten | Helenus                 | 7 366     | britânico       |         |
| 8 Mar 1942  | Karl-Friedrich Merten | Baluchistan             | 6 992     | britânico       |         |
| 16 Mar 1942 | Karl-Friedrich Merten | Baron Newlands          | 3 386     | britânico       |         |
| 17 Mar 1942 | Karl-Friedrich Merten | Allende                 | 5 081     | britânico       |         |
| 17 Mar 1942 | Karl-Friedrich Merten | Ile de Batz             | 5 755     | britânico       |         |
| 17 Mar 1942 | Karl-Friedrich Merten | Scottish Prince         | 4 917     | britânico       |         |
| 30 Mar 1942 | Karl-Friedrich Merten | Muncaster Castle        | 5 853     | britânico       | ST-18   |
| 5 Jun 1942  | Karl-Friedrich Merten | L.J. Drake              | 6 693     | norte-americano |         |
| 6 Jun 1942  | Karl-Friedrich Merten | C.O. Stillman           | 13 006    | panamenho       |         |
| 10 Jun 1942 | Karl-Friedrich Merten | Ardenvohr               | 5 025     | britânico       |         |
| 10 Jun 1942 | Karl-Friedrich Merten | Port Montreal           | 5 882     | britânico       |         |
| 10 Jun 1942 | Karl-Friedrich Merten | Surrey                  | 8 581     | britânico       |         |
| 15 Jun 1942 | Karl-Friedrich Merten | Frimaire                | 9 242     | francês         |         |
| 23 Jun 1942 | Karl-Friedrich Merten | Arriaga                 | 2 345     | panamenho       |         |
| 12 Set 1942 | Karl-Friedrich Merten | Trevilley               | 5 296     | britânico       | OS-38   |
| 15 Set 1942 | Karl-Friedrich Merten | Breedijk                | 6 861     | holandês        |         |
| 8 Out 1942  | Karl-Friedrich Merten | Gaasterkerk             | 8 679     | holandês        |         |
| 8 Out 1942  | Karl-Friedrich Merten | Koumoundouros           | 3 598     | grego           |         |
| 8 Out 1942  | Karl-Friedrich Merten | Sarthe                  | 5 271     | britânico       |         |
| 8 Out 1942  | Karl-Friedrich Merten | Swiftsure               | 8 207     | norte-americano |         |
| 9 Out 1942  | Karl-Friedrich Merten | Belgian Fighter         | 5 403     | belga           |         |
| 9 Out 1942  | Karl-Friedrich Merten | Examelia                | 4 981     | norte-americano |         |
| 6 Nov 1942  | Karl-Friedrich Merten | City of Cairo           | 8 034     | britânico       |         |
| 13 Mar 1943 | Albert Lauzemis       | Ceres                   | 2 680     | holandês        | GAT-49  |
| 13 Mar 1943 | Albert Lauzemis       | Cities Service Missouri | 7 506     | norte-americano | GAT-49  |
| 21 Out 1943 | Albert Lauzemis       | HMS Orfasy (T-204)      | 545       | britânico       |         |
| 22 Out 1943 | Albert Lauzemis       | Litiopa                 | 5 356     | norueguês       |         |
| 31 Out 1943 | Albert Lauzemis       | New Columbia            | 6 574     | britânico       |         |
| 30 Nov 1943 | Albert Lauzemis       | Fort de Vaux            | 5 186     | francês         |         |
| Total       | Total                 | Total                   | 197 998   |                 |         |

HMS (Her Majesty's Ship) - navio de sua majestade, prefixo dos navios pertencentes a Marinha Real Britânica